# Fase 7
Fase 7 és una pel·lícula argentina de comèdia-terror de 2010 escrita i dirigida per Nicolás Goldbart i protagonitzada per Daniel Hendler, Jazmín Stuart, Yayo Guridi i Federico Luppi. Es va exhibir al Festival Internacional de Cinema de Mar del Plata el 14 de novembre de 2010 i va arribar als cinemes argentins el 3 de març de 2011; va rebre bones crítiques en general, tant al seu país d'origen com als Estats Units.

## Sinopsi
Coco (Hendler) i Pipi (Stuart) són una parella que acaben de mudar-se a un edifici, que ha estat posat en quarantena sota el context d'una pandèmia. Tot es complica a causa de la falta d'aliment i inputs bàsics, la qual cosa genera una gran tensió entre tots els habitants de l'edifici. Al poc temps Coco ha d'aliar-se amb el seu veí Horaci (Yayo Guridi), un home antipàtic i inestable, però que la seva suposada paranoia, basada en la teoria de conspiració sobre el Nou Ordre Mundial, l'ha portat a estar realment preparat per protegir i ajudar a Coco i a la seva núvia davant el caos que està per sorgir en l'edifici i més enllà.

## Reparto
- Daniel Hendler... Martín, Coco
- Jazmín Stuart... Pipi
- Yayo Guridi... Horacio Tomasso
- Federico Luppi... Zanutto
- Carlos Bermejo... Guglierini
- Abian Vainstein ... Lange
- Fiorella Indelicato ... Luli Tomasso

## Estrena
Fase 7 es va estrenar al XLIII Festival Internacional de Cinema Fantàstic de Catalunya el 10 d'octubre de 2010. Es va estrenar a l'Argentina el 3 de març de 2011, on va recaptar 158.421 dòlars. L'estrena als Estats Units va ser a SXSW el març de 2011, després de la qual va rebre una estrena limitada a les sales al juliol. Va ser llançat en DVD el 4 d'octubre de 2011 com a part de la línia Bloody Disgusting Selects line.

## Recepció
Rotten Tomatoes, un agregador de ressenyes, informa que el 71% dels set crítics enquestats van donar a la pel·lícula una crítica positiva; la valoració mitjana va ser de 6,1/10. Rob Nelson de Variety va escriure que la pel·lícula "no té prou energia satírica per distingir-se d'innombrables altres entrades a la subgènere autoparòdic i bioapocalíptic." George Lang de The Oklahoman va escriure: "Fase 7 no redefineix el seu gènere, però proporciona un contrapunt tonto a The Stand de Stephen King, demostrant que els fluixos i els incompetents podrien heretar la Terra". Peter Keough de The Phoenix la va puntuar amb 3/4 estrelles i va escriure que la pel·lícula, tot i que derivava, "es distingeix pel seu escenari sufocant, el seu to baix d'afecte i el seu repartiment de personatges escamosos." Chris Hewitt del St. Paul Pioneer Press va elogiar l'actuació de Federico Luppi, però va dir que la pel·lícula "no fa por". Peter Martin de Twitch Film la va anomenar "una paròdia molt seca amb un benefici relativament modest". Bill Gibron de Pop Mattersla va puntuar amb 7/10 estrelles i va escriure: "Abans que s'enganxi al final, Fase 7 és una pel·lícula molt intel·ligent i molt intel·ligent. Un cop acabada, els problemes inherents es fan cada cop més evidents." Josh Rode de DVD Verdict la va anomenar "un estudi lleugerament divertit però violent de la naturalesa més baixa de la humanitat."

## Premis
Goldbart va guanyar el Premi al millor guió al XLIII Festival Internacional de Cinema Fantàstic de Catalunya. Va ser nominada a la millor opera prima i a l'actor revelació als Premis Sur de 2011, però no va guanyar. També va guanyar el premi CinEuphoria al millor actor i al millor equip.